# Terrance Zdunich
Terrance Zdunich, född 23 juli 1976, är en amerikansk skådespelare, manusförfattare, låtskrivare, sångare, konstnär och illustratör.
Han är mest känd för sin roll som Grave Robber i långfilmen Repo! The Genetic Opera från 2008, till vilken han också skrivit manus och musik samt illustrerat.